# Xã Macomb, Quận McDonough, Illinois
Xã Macomb (tiếng Anh: Macomb Township) là một xã thuộc quận McDonough, tiểu bang Illinois, Hoa Kỳ. Năm 2010, dân số của xã này là 502 người.